# Liste der 999 Frauen des Heritage Floor/Susan B. Anthony
Diese Liste beschreibt das Gedeck für Susan B. Anthony auf dem Tisch der Kunstinstallation The Dinner Party von Judy Chicago. Sie ist Teil der Liste der 999 Frauen des Heritage Floor, die den jeweiligen Gedecken auf dem Tisch zugeordnet sind. Die Namen der 999 Frauen befinden sich auf den Kacheln des Heritage Floor, der unterhalb des Tisches angeordnet, zur Kunstinstallation gehört.

## Beschreibung
Die Installation besteht aus einem dreiseitigen Tisch, an dem jeweils 13 historische oder mythologische Persönlichkeiten, somit insgesamt 39 Personen, von der Urgeschichte bis zur Frauenrechtsbewegung Platz finden. Diesen Personen wurde am Tisch jeweils ein Gedeck bestehend aus einem individuell gestalteten Tischläufer, einem individuell gestalteten Teller sowie einem Kelch, Messer, Gabel, Löffel und einer Serviette zugeordnet. Die erste Seite des Tisches widmet sich der Urgeschichte bis zur Römischen Kaiserzeit, die zweite der Christianisierung bis zur Reformation und die dritte von der Amerikanischen Revolution bis zur Frauenbewegung. Jedem Gedeck auf dem Tisch sind weitere Persönlichkeiten zugeordnet, die auf den Fliesen des Heritage Floor, der den Raum unter dem Tisch und die Mitte des Raumes zwischen den Seite des Tisches einnimmt, einen Eintrag erhalten haben. Diese Liste erfasst die Persönlichkeiten, die dem Gedeck von Susan B. Anthony zugeordnet sind. Ihr Platz befindet sich an der dritten Tischseite.

### Hinweise
Zusätzlich zu den Namen wie sie in der deutschen Transkription oder im wissenschaftlichen Sprachgebrauch benutzt werden, wird in der Liste die Schreibweise aufgeführt, die von Judy Chicago auf den Kacheln gewählt wurde.
Die Angaben zu den Frauen, die noch keinen Artikel in der deutschsprachigen Wikipedia haben, sind durch die unter Bemerkungen angeführten Einzelnachweise referenziert. Sollten einzelne Angaben in der Tabelle nicht über die Hauptartikel referenziert sein, so sind an der entsprechenden Stelle zusätzliche Einzelnachweise angegeben. Bei Abweichungen zwischen belegten Angaben in Wikipedia-Artikeln und den Beschreibungen des Kunstwerks auf der Seite des Brooklyn Museums wird darauf zusätzlich unter Bemerkungen hingewiesen.

### Gedeck für Susan B. Anthony

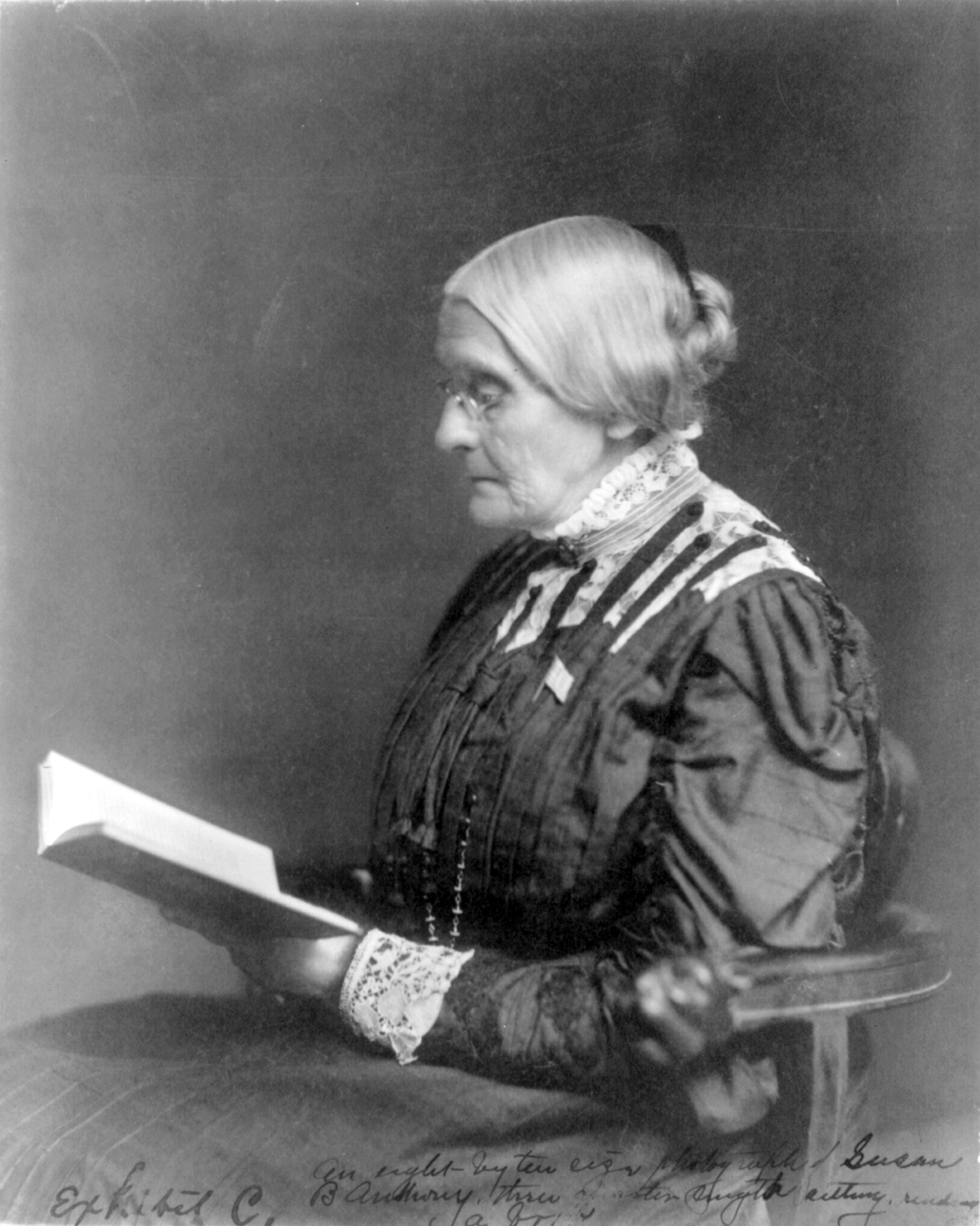
Susan B. Anthony

Susan B. Anthony wurde am 15. Februar 1820 in Adams, Massachusetts geboren. Ihr Vater Daniel Anthony gehörte der Glaubensgemeinschaft der Quäker an, ihre Mutter war Methodistin, andere Vorfahren wiederum gehörten weiteren Glaubensgemeinschaften an, so dass in der Familie große Toleranz herrschte. Ihr Vater war ein Befürworter des Abolitionismus und der Temperenzler, auch Susan Anthony schloss sich später diesen Bewegungen an, zudem war sie eine der bedeutendsten Persönlichkeiten der Frauenrechtsbewegung in den USA. Bereits im Alter von 17 Jahren sammelte sie Unterschriften für die „Anti-Sklaverei-Bewegung“ und wurde 1856 Agentin für die American Anti-Slavery Society im Staat New York.
Gemeinsam mit Elizabeth Cady Stanton, die sie 1851 kennen lernte, gründete sie 1852 die „New York Women’s State Temperance Society“, nachdem Anthony als Frau daran gehindert worden war, auf einer Temperenzler-Konferenz zu sprechen. Die Women’s Loyal National League wurde 1863 gegründet und führte zu der bis dahin größten Unterschriftensammlung zu einer Petition in der Geschichte der Vereinigten Staaten. Es kamen 400.000 Unterschriften zusammen, um die Abschaffung der Sklaverei zu unterstützen. Stanton und Anthony initiierten 1866 die American Equal Rights Association, eine Organisation, die sich für die Gleichberechtigung von Frauen, aber auch von Afroamerikanern einsetzte.
Ab 1868 brachten die beiden The Revolution, eine Zeitung für Frauenrechte, heraus, und gründeten 1869 die National Woman Suffrage Association. Sie entstand aus einer Spaltung der Frauenbewegung und im Jahr 1890 konnte diese durch den Zusammenschluss mit der Konkurrenzorganisation American Woman Suffrage Association, um die National American Woman Suffrage Association zu gründen, wieder zusammengeführt werden. Ab 1876 begannen Anthony und Stanton zusammen mit Matilda Joslyn Gage an der History of Woman Suffrage (Geschichte des Frauenwahlrechts) zu arbeiten, was sich schließlich zu einem sechsbändigen Werk entwickelte. Anthony wurde 1872 verhaftet, nachdem sie in ihrer Heimatstadt Rochester zur Wahl gegangen war. In einem Aufsehen erregenden Gerichtsverfahren wurde sie zur Zahlung einer Geldstrafe verurteilt. Sie weigerte sich, diese Strafe zu zahlen und die Behörden verzichteten auf ein weiteres Vorgehen. Im Jahr 1878 erreichten Stone und Anthony, dass dem Kongress durch den Senator Aaron A. Sargent  ein „Amendment“ (Zusatzartikel zur Verfassung der Vereinigten Staaten) vorgelegt wurde, welches Frauen das Wahlrecht geben sollte. Erst 1920 wurde es ratifiziert als 19. Amendment zur Verfassung der Vereinigten Staaten und volkstümlich als Susan-B.-Anthony-Amendment bezeichnet.
Um ihrem Anliegen Nachdruck zu verleihen, unternahm Anthony viele Reisen und hielt 75 bis 100 Reden im Jahr. Sie unterstützte viele Kampagnen der einzelnen Bundesstaaten und arbeitete auch international für die Frauenrechte. Sie gehörte zu den Gründerinnen des International Council of Women. Auf der World’s Columbian Exposition (Weltausstellung in Chicago im Jahr 1893) half sie mit, den „Weltkongress Repräsentativer Frauen“ abzuhalten.
Zu Beginn ihrer Tätigkeit für Frauenrechte musste sich Anthony gegen viele Widerstände behaupten. So wurde ihr unter anderem unterstellt, einen Versuch zur Zerstörung der Institution Ehe zu unternehmen. Dies änderte sich aber und sie erfuhr zunehmend Unterstützung und Anerkennung. Ihr 70. Geburtstag wurde als ein nationales Ereignis angesehen und in Washington mit prominenten Mitgliedern des Repräsentantenhauses und des Senats als Gästen gefeiert. Ihren 80. Geburtstag richtete Präsident William McKinley im Weißen Haus aus.
Sie erhielt auch nach ihrem Tod zahlreiche Würdigungen, so wurde sie als erste Frau und reale Bürgerin auf einer Münze der Vereinigten Staaten, dem 1979 erschienenen Susan-B.-Anthony-Dollar, abgebildet.
Als Gedeck für Susan B. Anthony auf dem Tisch der Dinner Party wurde ihr Teller in einer ausgeprägten dreidimensionalen Form gestaltet. Er erhebt sich „mit großer Kraft von der Oberfläche, um ihren Grenzen zu entkommen“ über die Tafel und soll, nach Wunsch von Judy Chicago, ihre Position als „Königin des Tisches“ verdeutlichen. Er soll den Freiheitskampf der Suffragette Anthony und den ihrer Mitaktivistinnen repräsentieren und würdigen. Auf dem Tischläufer gehen die Namen von Anführerinnen der Frauenrechtsbewegung, darunter Amelia Bloomer, Mary Sewall und Anna Howard Shaw, in Strahlenform vom Teller aus. Diese Bänder sind nach Stickereien gemustert, die im 19. Jahrhundert zum Gedenken an Angehörige verwendet wurden. Einige sind mit Platten auf der Rückseite befestigt, auf denen der berühmteste Spruch von Anthony, „Failure is Impossible“ („Misserfolg ist unmöglich“), zu lesen ist. Die Rückseite des Tischläufers ist einem „crazy Quilt“ nachempfunden, bei dem zufällige Stoff- und Stickteile ohne Muster zusammengefügt werden, was an frühes amerikanisches Quilten erinnert. An den Quiltbereich grenzt ein Satinband an, auf dem der Schriftzug „Independence is Achieved by Unity“ („Unabhängigkeit wird durch Einheit erreicht“) zu lesen ist. Die drei Initial-Buchstaben auf der Vorderseite: „S“, „B“ und „A“ sind besonders gestaltet und sollen ihr Engagement für die Sache, ihre Beziehung zu Elizabeth Stanton und ihren Platz in der US-amerikanischen Geschichte darstellen.
| Name                         | Schreibweise auf der Kachel | Geburtsdatum | kulturräumliche Zuordnung      | Bemerkungen | Bild |
| ---------------------------- | --------------------------- | ------------ | ------------------------------ | --- | ---- |
| Aasta Hansteen               | Hasta Hansteen              | 1824         | Norwegen                       | Malerin, Schriftstellerin und frühe Feministin. |      |
| Adelheid Popp                | Adelheid Popp               | 1869         | Kaisertum Österreich, Wien     | Österreichische Frauenrechtlerin und Sozialistin, Begründerin der proletarischen Frauenbewegung in Österreich. |      |
| Aletta Jacobs                | Aletta Jacobs               | 1854         | Niederlande                    | Ärztin und Frauenrechtlerin. Sie war die erste Frau der Niederlande, die als Ärztin eine Approbation erhielt. 1882 gründete sie die erste Klinik für Geburtenkontrolle der Welt. |      |
| Alexandra Gripenberg         | Alexandra van Grippenberg   | 1857         | Großfürstentum Finnland        | Sozialaktivistin, Autorin, Journalistin, Zeitungsverlegerin und Politikerin. Gripenberg war eine führende Stimme der Frauenrechtsbewegung in Finnland um 1900. |      |
| Alice Stone Blackwell        | Alice Stone Blackwell       | 1857         | Vereinigte Staaten             | Journalistin, Feministin und Menschenrechtsaktivistin. |      |
| Alice Paul                   | Alice Paul                  | 1885         | Vereinigte Staaten             | Suffragette und Frauenrechtlerin. |      |
| Amalia Holst                 | Amelia Holst                | 1758         | Mecklenburg                    | Pädagogin und Frauenrechtlerin. Sie setzte sich für eine Bildung im Geiste der Aufklärung ein und war Verfechterin der Frauenbildung. |      |
| Annie Besant                 | Annie Wood Besant           | 1847         | England                        | Sozialistin, Frauenrechtlerin, Schriftstellerin, Rednerin und Unterstützerin der irischen und indischen Selbstverwaltung. Sie wurde später ein führendes Mitglied der mystischen Theosophischen Gesellschaft und zog nach Indien. |      |
| Annie Kenney                 | Annie Kenney                | 1879         | England                        | Militante Suffragette der Arbeiterklasse, die führende Positionen in der Women’s Social and Political Union bekleidete und sich für das Frauenwahlrecht einsetzte. |      |
| Annie Smith Peck             | Annie Smith Peck            | 1850         | Vereinigte Staaten             | Professorin für Latein am Smith College in Massachusetts. Sie begann 1894 mit dem Bergsteigen und wurde zu einer Berühmtheit. 1908 führte sie die Erstbesteigung des Huascarán Norte in Peru durch und hielt damit den Höhenrekord für Frauen. |      |
| Auguste Fickert              | Augusta Fickert             | 1855         | Kaisertum Österreich, Wien     | Frauenrechtlerin, Sozialreformerin und Journalistin. |      |
| Auguste Schmidt              | Augusta Schmidt             | 1833         | Deutsches Kaiserreich, Breslau | Sie engagierte sich vor allem für die Mädchenbildung und die Rechte von Frauen. |      |
| Barbara Leigh Smith Bodichon | Barbara Bodichon            | 1827         | England                        | Landschaftsmalerin und Frauenrechtsaktivistin, bemühte sich um Frauenbildung, -rechte und -wahlrecht, maßgeblich an der Gründung des Girton College in Cambridge beteiligt. |      |
| Bertha Lutz                  | Bertha Lutz                 | 1894         | Brasilien                      | Herpetologin, Frauenrechtsaktivistin, Diplomatin, führende Persönlichkeit in der Panamerikanischen Frauenbewegung und Menschenrechtsbewegung. |      |
| Caroline Norton              | Caroline Norton             | 1808         | England                        | Schriftstellerin. Aufgrund der Probleme, die sie wegen der Trennung von ihrem Gemahl hatte, setzte sie sich mit einem gewissen Erfolg für die Verbesserung der Rechte von Ehefrauen ein. |      |
| Carrie Chapman Catt          | Carrie Chapman Catt         | 1859         | Vereinigte Staaten             | Amerikanische Suffragette, die sich für den Neunzehnten Zusatz zur Verfassung der Vereinigten Staaten einsetzte, der 1920 den Frauen in den USA das Wahlrecht einräumte. |      |
| Carrie Nation                | Carrie Nation               | 1846         | Vereinigte Staaten             | Amerikanerin, radikales Mitglied der Mäßigkeitsbewegung, die bereits vor dem Aufkommen der Prohibition Alkohol ablehnte. Sie ist besonders bemerkenswert, weil sie mit einem Beil alkoholabhängige Einrichtungen (meistens Tavernen) angriff. |      |
| Charlotte Perkins Gilman     | Charlotte Perkins Gilman    | 1860         | Vereinigte Staaten             | Schriftstellerin und Frauenrechtlerin. Ihren literarischen Durchbruch hatte sie 1892 mit der autobiographisch geprägten Erzählung Die gelbe Tapete. |      |
| Christabel Pankhurst         | Christabel Pankhurst        | 1880         | England                        | Sie setzte sich, teilweise mit radikalen Mitteln, für die Frauenrechte ein. |      |
| Constance Bulwer-Lytton      | Constance Lytton            | 1869         | England                        | Einflussreiche britische Aktivistin der Suffragetten, Autorin, Rednerin und Aktivistin für Gefängnisreformen, setzte sich für Frauen und Geburtenkontrolle ein. Sie benutzte manchmal den Namen Jane Warton. |      |
| Eliška Krásnohorská          | Eliška Krásnohorská         | 1847         | Kaisertum Österreich, Prag     | Schriftstellerin, Übersetzerin und Aktivistin für Frauenrechte in Böhmen. |      |
| Elizabeth Cady Stanton       | Elizabeth Cady Stanton      | 1815         | Vereinigte Staaten             | Bürgerrechtlerin, Abolitionistin und eine führende Persönlichkeit der Frauenrechtsbewegung in den USA. |      |
| Emmeline Pankhurst           | Emmeline Pankhurst          | 1858         | England                        | Aktivistin und Führerin der britischen Suffragettenbewegung. |      |
| Emmeline Pethick-Lawrence    | Emmeline Pethick-Lawrence   | 1867         | England                        | Frauenrechtlerin. |      |
| Frances Power Cobbe          | Frances Power Cobbe         | 1822         | Irland                         | Schriftstellerin, Sozialreformerin, Pionierin im Kampf gegen Tierversuche und führende Frauenwahlrechtlerin. |      |
| Frances Willard              | Frances Willard             | 1839         | Vereinigte Staaten             | Lehrerin, Suffragette und Sozialreformerin. Sie gehörte zu den Gründerinnen der Woman’s Christian Temperance Union und war von 1879 bis zu ihrem Tod deren Präsidentin. |      |
| Frances Wright               | Frances Wright              | 1795         | Schottland, Vereinigte Staaten | Sozialreformerin und eine der frühesten und unerschrockensten Frauenrechtlerinnen. Bekämpfte die Sklaverei. |      |
| Fredrika Bremer              | Frederika Bremer            | 1801         | Schweden                       | Schriftstellerin und Initiatorin der schwedischen Frauenbewegung. |      |
| Gunda Beeg                   | Gunda Beeg                  | 1858         | Oberfranken, Nürnberg          | Sie war eine Frauenkleiderreformerin, die mit half, die erste deutsche Frauenreformorganisation zu gründen und eine neue Uniformbluse für den deutschen Telefon- und Postdienst zu entwerfen. |      |
| Kalliroi Parren              | Kallirhoe Parren            | 1861         | Griechenland                   | Journalistin und Schriftstellerin, aktiv in der feministischen Bewegung in Griechenland. |      |
| Kate Sheppard                | Katherine Sheppard          | 1847         | England, Neuseeland            | Sozialreformerin, Suffragette und die erste Präsidentin des Nationalen Frauenrats in Neuseeland. |      |
| Käthe Schirmacher            | Kathe Schirmacher           | 1865         | Deutsches Kaiserreich, Danzig  | Politikerin (DNVP), Frauenrechtlerin und Autorin. |      |
| Lucretia Mott                | Lucretia Mott               | 1793         | Vereinigte Staaten             | Abolitionistin und Frauenrechtlerin. |      |
| Lucy Stone                   | Lucy Stone                  | 1818         | Vereinigte Staaten             | Reformerin, Publizistin, Frauenrechtlerin, Abolitionistin, als erste amerikanische Ehefrau behielt sie ihren Geburtsnamen bei. |      |
| Louise Otto-Peters           | Luise Otto-Peter            | 1819         | Königreich Sachsen             | Sozialkritische Schriftstellerin und Mitbegründerin der bürgerlichen deutschen Frauenbewegung. |      |
| Margarete Forchhammer        | Margarete Forchhammer       | 1863         | Dänemark                       | Sprachenlehrerin und bekannte Frauenrechtlerin. |      |
| Mary Ann Müller              | Mary Müller                 | 1820         | England, Neuseeland            | Lehrerin, Suffragette und eine der ersten Feministinnen in Neuseeland. |      |
| Mary Church Terrell          | Mary Church Terrell         | 1863         | Vereinigte Staaten             | Bürgerrechtsaktivistin, 1909 Gründungsmitglied der National Association for the Advancement of Colored People, eine der ersten afroamerikanischen Frauen, die einen Universitätsabschluss erwarb, Rektorin einer Hochschule. |      |
| Mary Lee                     | Mary Lee                    | 1821         | Irland, Australien             | Frauenrechtlerin und Sozialreformerin in Südaustralien. |      |
| Millicent Garrett Fawcett    | Millicent Fawcett           | 1847         | England                        | Britische Frauenrechtlerin, eine Anführerin der Frauenwahlrechtsbewegung. |      |
| Minna Canth                  | Minna Canth                 | 1844         | Finnland                       | Schriftstellerin und Frauenrechtlerin. |      |
| Minna Cauer                  | Minna Cauer                 | 1841         | Deutsches Kaiserreich          | Pädagogin, Aktivistin im radikalen Flügel der bürgerlichen Frauenbewegung und Journalistin. |      |
| Sophie Adlersparre           | Baroness of Adlersparre     | 1823         | Schweden                       | Frauenrechtsaktivistin, Herausgeberin, Autorin und Mitbegründerin der Fredrika Bremer Association. |      |
| Sylvia Pankhurst             | Sylvia Pankhurst            | 1882         | England                        | Aktivistin in der Suffragettenbewegung. |      |
| Victoria Woodhull            | Victoria Woodhull           | 1838         | Vereinigte Staaten             | Journalistin, Zeitungsverlegerin, Finanzmaklerin, Spiritistin und bekannte Frauenrechtlerin. |      |
| Vida Goldstein               | Vida Goldstein              | 1869         | Australien                     | Eine bahnbrechende australische feministische Politikerin, die sich für das Wahlrecht und die soziale Reform der Frauen einsetzte. Sie trat fünfmal bei Parlamentswahlen an, war eine lautstarke Gegnerin des Kapitalismus und der Politik von White Australia und eine überzeugte Pazifistin, die während des Ersten Weltkrieges für den Frieden eintrat. |      |

Einzelnachweise
1. ↑  Brooklyn Museum: Susan B. Anthony. In: brooklynmuseum.org. Abgerufen am 1. November 2019.